# ليونارد فيليبس
ليونارد فيليبس (بالإنجليزية: Leonard Phillips)‏ هو سياسي نيوزلندي، ولد في 1870، وتوفي في 1947. انتخب عضو مجلس النواب نيوزيلندا.